# Pseudanthera breadalbanensis
Pseudanthera breadalbanensis är en orkidéart som beskrevs av Mckean. Pseudanthera breadalbanensis ingår i släktet Pseudanthera och familjen orkidéer. Inga underarter finns listade i Catalogue of Life.